# Edith Junghans

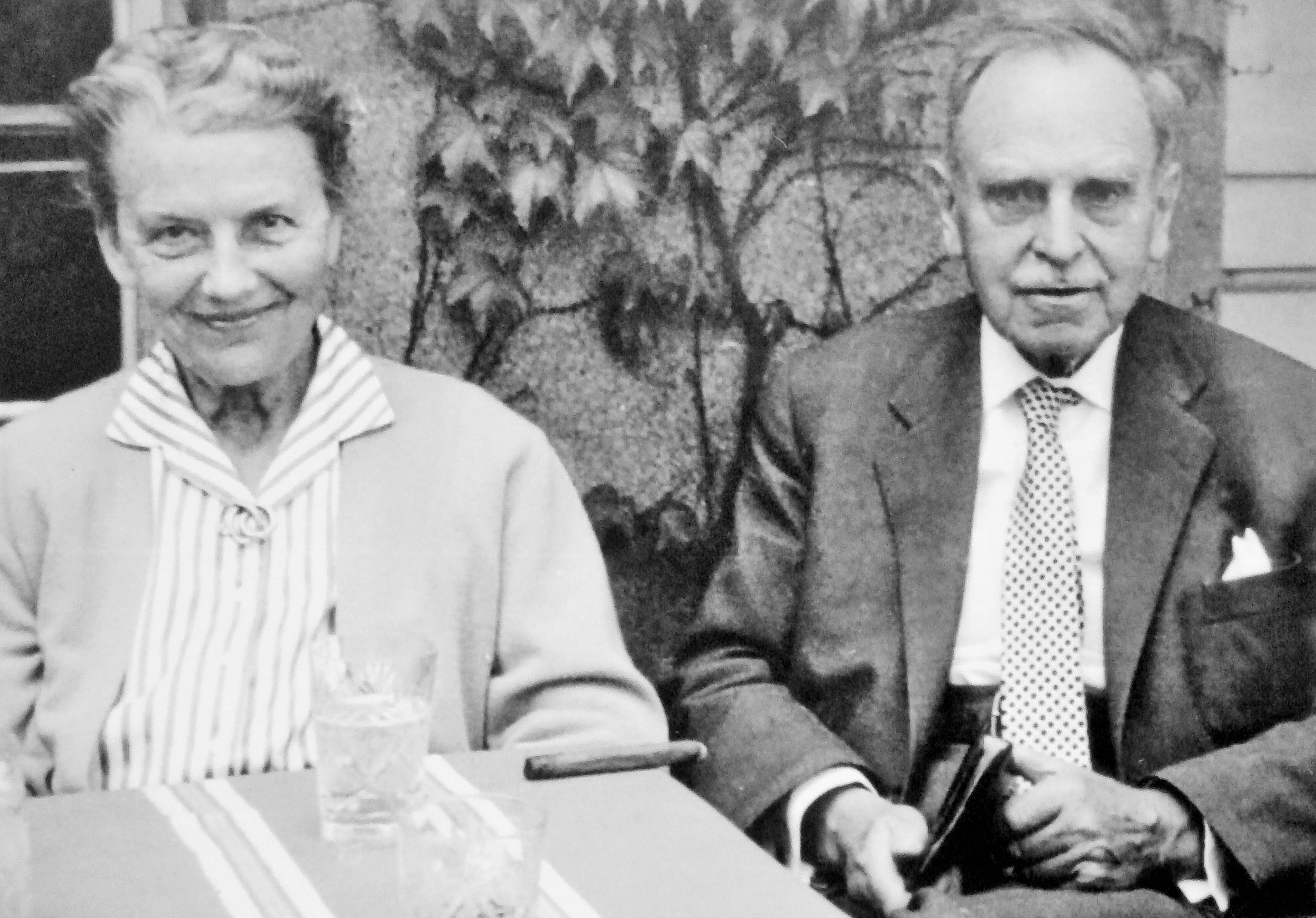
Edith und Otto Hahn, 1959

Edith Hahn, geborene Junghans (* 13. Dezember 1887 in Stettin; † 14. August 1968 in Göttingen) war eine deutsche Malerin, Zeichnerin und Kunsterzieherin. Sie studierte Kunst an der Königlichen Kunstschule zu Berlin und legte 1912 erfolgreich ihr Examen als Kunsterzieherin ab. 1913 wurde sie die Ehefrau des deutschen Chemieprofessors Otto Hahn, den sie 1911 in Stettin kennengelernt hatte. In der Zeit des Nationalsozialismus erwarb sie sich besondere humanitäre Verdienste durch ihr couragiertes Eingreifen und selbstloses Handeln. Gelegentlich in akuter Lebensgefahr, konnte sie wesentlich zur Rettung von Bedrängten und Verfolgten der Hitler-Diktatur beitragen.

## Leben

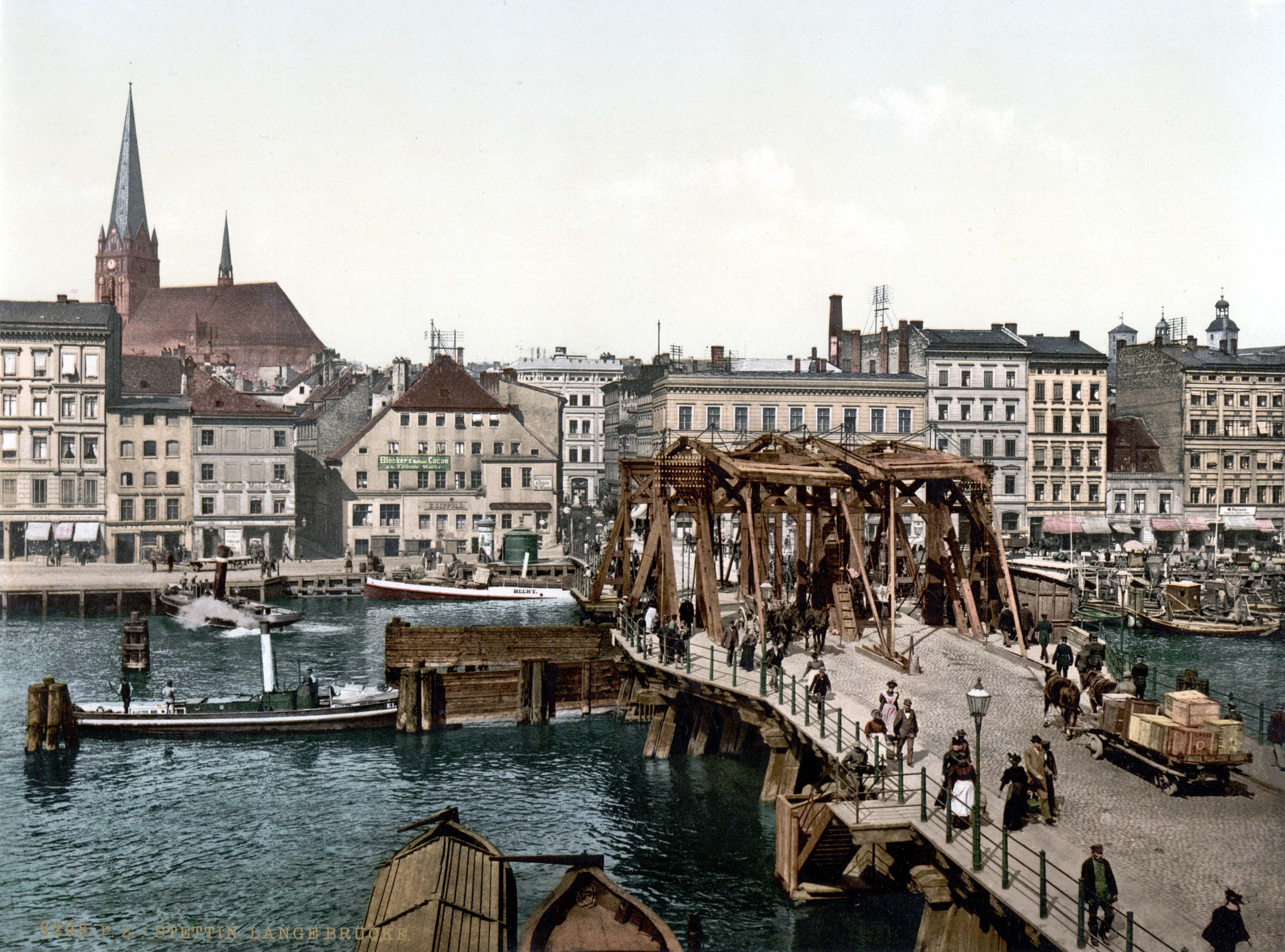
Stettin (Lange Brücke) um 1900

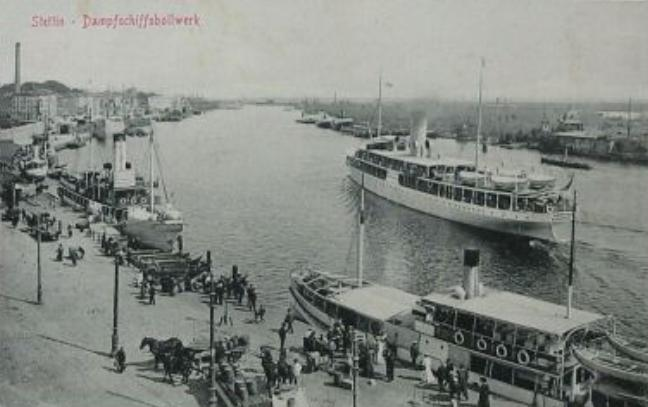
Der Stettiner Hafen um 1900

### Kindheit, Schulzeit und Studium (1887–1912)
Edith Junghans wurde am 13. Dezember 1887 in Stettin als einzige Tochter des angesehenen Rechtsanwalts und Notars Paul Carl Ferdinand Junghans (1859–1915) und dessen Frau Emma Henriette Caroline geb. Johanning (1862–1928) in Stettin geboren. Sie verlebte eine behütete und glückliche Kindheit und wurde zunächst von Privatlehrern unterrichtet, mit dem Augenmerk auf eine „französische Bildung“ und dem Erlernen von Fremdsprachen, insbesondere Französisch und Italienisch. Danach absolvierte sie die private, von Wilhelm Gesenius begründete Höhere Mädchenschule und erhielt bei ihrem Schulabschluss in allen Fächern die Note „sehr gut“, was ihr ein Studium an einer preußischen Hochschule gestattete. Der Vater, 1906 von Wilhelm II. zum königlichen Justizrat ernannt, kunstsinnig und schöngeistig gebildet, war auch politisch aktiv und ein führendes Mitglied der Nationalliberalen Partei in Pommern. Von 1907 bis zu seinem frühen Tod 1915 gehörte er als Stadtverordnetenvorsteher zu den Honoratioren von Stettin und trat in seiner Position insbesondere als großzügiger Förderer von Kunst und Wissenschaft in Erscheinung. Zu seinem Freundeskreis gehörten die Oberbürgermeister Hermann Haken und Friedrich Ackermann, der Archivar Gottfried von Bülow sowie der liberale Rabbiner Heinemann Vogelstein.
Schon als Kind fiel den Eltern, Lehrern und Freunden der Familie Ediths zeichnerisches Talent auf, die, nach anfänglichen Kritzeleien, ihre ersten ernstzunehmenden Bleistift- und Kohlezeichnungen bereits als Siebenjährige anfertigte. Mit sensibler Hingabe widmete sie sich in den Folgejahren der Aquarell- und Porträtmalerei, die bis zum Ende ihrer künstlerischen Tätigkeit ihre große Leidenschaft waren und ihre besonderen Fähigkeiten offenbarte.

„Edith Junghans war eine begabte Malerin. Sie fing bereits mit 10 (sic) Jahren an zu zeichnen; bemerkenswert ist, daß viele ihrer Bilder schon vor dem Besuch der Königlichen Kunstschule zu Berlin quasi unakademisch entstanden. Das eigentliche malerische Feld und die persönliche Stärke der Künstlerin sind ihre Stillleben, die – anknüpfend an den Realismus der Franzosen des 19. Jahrhunderts – fast schon eine Neue Sachlichkeit der 20er Jahre repräsentieren. Ihre Werke haben eine sehr persönliche Ausdruckssprache, Transparenz und leuchtende Farbgebung schaffen eine besondere Bildatmosphäre.“

Von 1907 bis 1912 studierte Edith Junghans an der Königlichen Kunstschule zu Berlin, mit dem Berufsziel, Zeichenlehrerin und Kunsterzieherin zu werden. Die Semesterferien nutzte sie, unterstützt von ihren Eltern, zu langen Kunst-Reisen nach Frankreich und vornehmlich Italien. Dort – in Santa Margherita Ligure an der Riviera – entstand 1909 ihr einziges Selbstporträt, eine Bleistiftzeichnung in ihrem Skizzenbuch, die sie in ihrem Zimmer im Grand Hotel Miramare anfertigte.

### Heirat mit Otto Hahn (1913)
Im Juni 1911 lernte sie in Stettin den 32-jährigen Chemie-Professor Otto Hahn kennen, der an einer vom Verein Deutscher Chemiker organisierten Fachtagung teilnahm und den Hauptvortrag über Eigenschaften des Mesothoriums und Radiothoriums zu halten hatte. Monika Scholl-Latour, die Schwester von Peter Scholl-Latour, schreibt in ihrem Bericht:

„Es war am 11. Juni 1911, an der Ostsee mit ihrem frischen, prosaischen Zauber, der einmal Deutschlands Verliebten viel geneigter war als jede italienische oder spanische Strandromantik heute. Der frischgebackene außerordentliche Professor für Chemie in Berlin, der 32-jährige Otto Hahn mit dem kecken, hochgedrehten Schnurrbart, nahm an diesem Tag an einer Dampferfahrt teil, die der Verein Deutscher Chemiker in Stettin veranstaltete. Die Fahrt sollte von der Hafenstadt an der Odermündung über das ‚Große Haff‘ zu einem der damals beliebtesten deutschen Seebäder gehen, nach Swinemünde.
An Deck war zufällig auch ein Fräulein Edith Junghans, eine hochbegabte, feinfühlige Elevin der Königlichen Kunstschule in Berlin, eine sanfte Schönheit mit großen dunklen Augen, 23 Jahre alt. Der fröhliche Professor auf dem Dampfer muß dem Fräulein Junghans sofort gefallen haben. Jedenfalls suchte sie sich an Deck einen Platz, um ihm immer gegenüber sitzen zu können. Seine lustigen blauen Augen machten sie neugierig.“

Otto Hahn erinnert sich in seiner Autobiographie Mein Leben:

„Zum Abschluß des Kongresses fand eine große Dampferfahrt von Stettin zur Ostsee statt. Hier lernte ich ein Fräulein Edith Junghans kennen. Sie war auf Wunsch ihrer Eltern von Berlin, wo sie die Königliche Kunstschule besuchte, mit zu dem Ausflug gekommen, denn ihr Vater war Stadtverordnetenvorsteher in Stettin und mußte bei dem Ausflug neben anderen leitenden Herren die Honneurs der Stadt mitmachen. […] Ich setzte mich zu ihr und wich bis zur Rückkehr des Dampfers nach Stettin nicht von ihrer Seite. Ein weiteres Treffen ergab sich im Sommer, als Fräulein Junghans mit ihrer Schule eine vierwöchige Reise nach Rom machte. Bis zum nächsten Jahr blieb es beim gelegentlichen Briefwechsel.
Zur Pfingstzeit 1912 verabredeten wir uns im Ostseebad Misdroy, wo die Eltern von Fräulein Junghans die Festtage verbringen wollten. Wir trafen uns ‚zur gegenseitigen Überraschung‘ – das hatten wir vorher miteinander ausgemacht – an der Uferpromenade. Dort wurde ich nun offiziell den Eltern vorgestellt. […] Am 5. Oktober zeigte ich Fräulein Junghans in Berlin-Dahlem das gerade fertiggestellte Kaiser-Wilhelm-Institut für Chemie, und auf dem anschließenden Spaziergang in den nahe gelegenen Grunewald verlobten wir uns. Die offizielle Verlobung fand in Stettin am 7. November 1912 statt.“

Zur Verlobung schenkte Edith ihrem Otto eine im September angefertigte Federzeichnung des Glambecksees nahe Stettin, in dem sie – einer Eintragung in ihrem Notizbuch zufolge – „oft mit Otto wild darin gebadet“ hat. Schwimmen, wie überhaupt alle Sportarten, die irgendetwas mit Wasser zu tun hatten, gehörten bereits seit Ediths Kindheit zu ihren großen Leidenschaften, und sie hatte keinerlei Hemmungen, auch bei eiskalten Temperaturen in Misdroy, wo die Eltern ein Sommerhaus besaßen, in der Ostsee zu schwimmen. Otto Hahn hat diese Entschlossenheit seiner Frau, die ja von zarter, schlanker und eleganter Statur war, immer bewundert. Er selbst konnte ihren Neigungen nicht folgen und war – ganz im Gegensatz zu Edith – engagierter und passionierter Bergsteiger und Skiläufer.
Otto Hahn schreibt in Mein Leben:

„Meine Anstellung am Kaiser-Wilhelm-Institut war zunächst auf einige Jahre begrenzt. Nachdem aber im Institut eine Abteilung für Radioaktivität gegründet wurde, war es unwahrscheinlich, daß ich meine Stellung nach ein paar Jahren wieder verlieren würde. So konnte ich also ans Heiraten denken. Meine Hochzeit fand am 22. März 1913 in Stettin statt.“

„1913, im Alter von 25 Jahren hörte Edith Junghans aus unerklärlichen Gründen mit dem Zeichnen und Aquarellieren auf. […] Zur Hochzeit schenkte Edith Junghans ihrem Mann das 1910 entstandene Aquarell Krug mit Buch. Dieses Bild – das ‚Genuß und Weisheit‘ symbolisiert – hat Otto Hahn auf allen Stationen seines Lebens begleitet“, resümiert die Kunsthistorikerin Brigitte Keller in ihrem Beitrag nach Eröffnung der „Edith-Junghans-Gedenkausstellung“ anlässlich des 100. Geburtstages im Dezember 1987 in München.

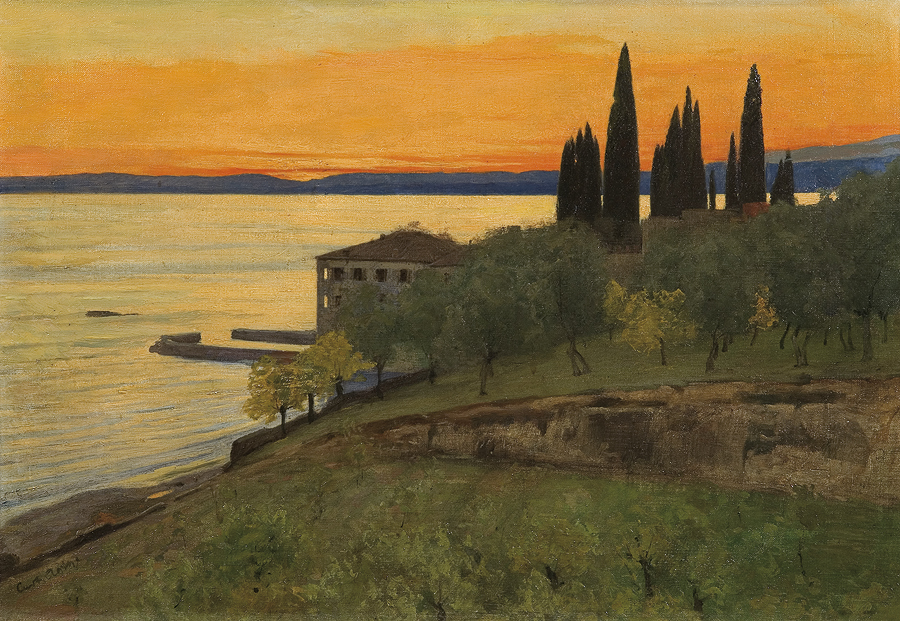
Punta San Vigilio (Gardasee) – Gemälde von Curt Agthe (1862–1943)

Die Hochzeitsreise, nach einem kurzen Aufenthalt im Berliner Hotel Adlon, führte das junge Paar zunächst nach Südtirol und Bozen. In einem Brief vom 28. März an ihre Mutter schreibt Edith:

„Wir waren am Nachmittag noch nach Meran gefahren, es war wunderschön und andauernd das herrliche Wetter. Eben haben wir uns mit Hilpert und Baeyer zu einem Spaziergang verabredet und um 4 Uhr geht’s nach Riva, morgen San Vigilio. Es geht uns mächtig gut und wir sind schrecklich vergnügt. 1000 Grüße zum Sonntag – Edith.“

Rückblickend schreibt Otto Hahn:

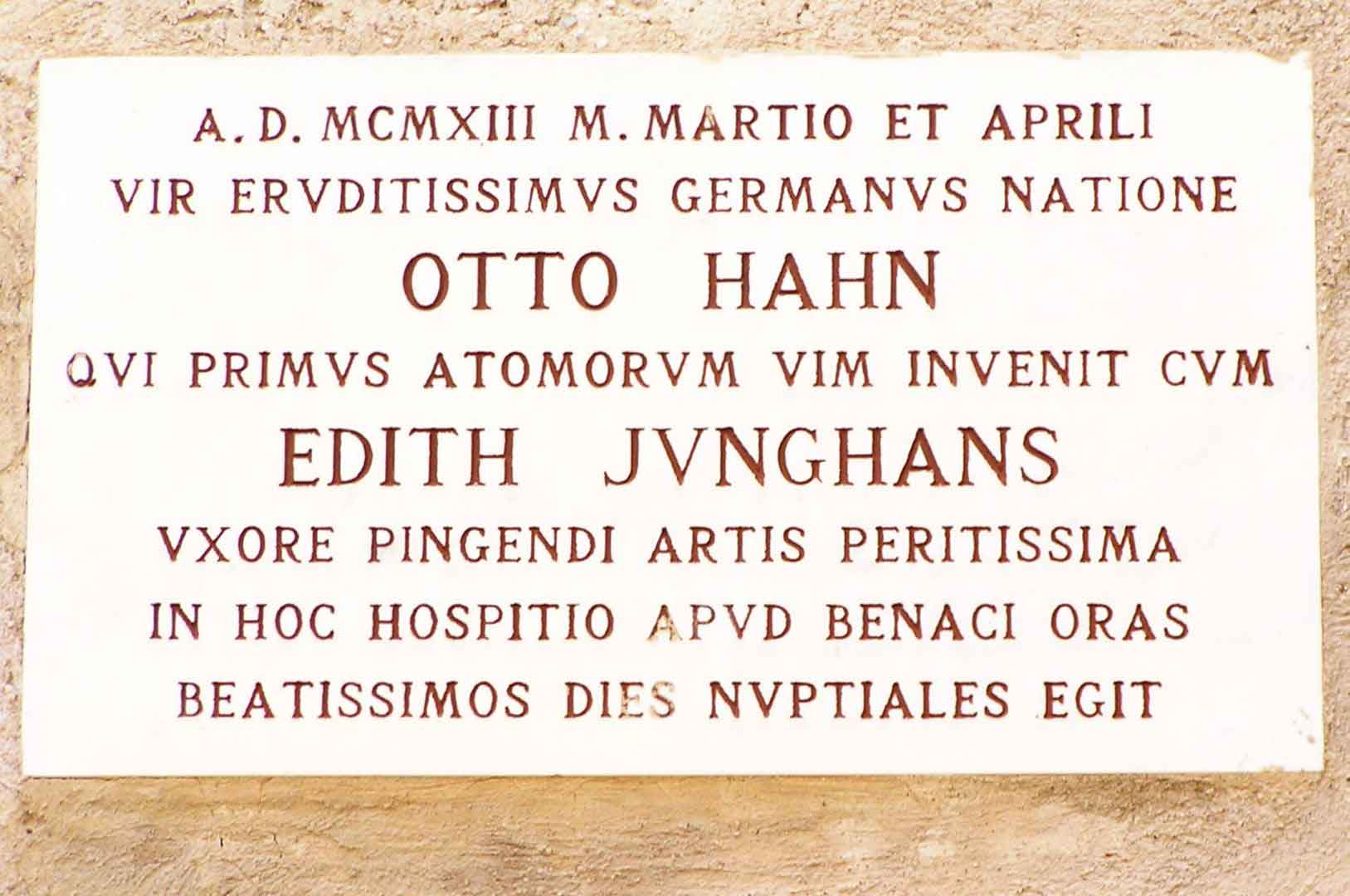
Marmortafel von Prof. Massimo Ragnolini (Garda) zur Erinnerung an die Hochzeitsreise 1913, enthüllt 1983 in San Vigilio von Graf Guglielmo Guarienti di Brenzone

„Von Bozen fuhren wir weiter zum Gardasee und machten Station in San Vigilio auf der stilleren Ostseite des Sees. San Vigilio mit seiner wundervollen Zypressenallee und das einfache und hübsche Hotel gefielen uns so gut, daß wir beschlossen, hier zu bleiben und nicht, wie geplant, nach Brioni zu fahren. Wenn der letzte Passagierdampfer den Ort abends verlassen hatte, waren wir mit einigen Malern fast allein.
Meine Frau, die eine große Schwimmerin war, bemühte sich, mich auch für das Wasser zu begeistern. Es war aber so kalt, daß ich fluchtartig wieder festen Boden suchte. So machten wir stattdessen Spaziergänge auf die schönen Anhöhen um San Vigilio herum und auf den alles überragenden Monte Baldo. Gelegentliche Dampferfahrten führten uns zu den vom Fremdenverkehr schon mehr erschlossenen Orten im Westen und Süden.
Im Anschluß besuchten wir in Wien die Naturforscherversammlung. Dort gab es einen offiziellen Empfang in der Hofburg, wo der alte Kaiser Franz Joseph eine kurze Ansprache hielt, aber bald wieder verschwand. Danach erschien eine Anzahl kaiserlicher Lakaien mit gefüllten Sektgläsern auf großen Tabletts. Die paar hundert Gläser hatten im Handumdrehen ihre Liebhaber gefunden. Ich erinnere mich an die hochmütig heruntergezogenen Lippen der Lakaien und habe mich damals für diese Szene geschämt. Da später noch mehrmals Sekt gereicht wurde, kamen wohl alle ‚Naturforscher und Ärzte‘ zu ihrem Genuß, der im Jahre 1913 selten und teuer war.“

### Berlin (1913–1933)
Nach der Rückkehr von ihrer Hochzeitsreise bezogen Edith und Otto Hahn ihre erste gemeinsame Wohnung in der Ladenbergstraße 5 in Berlin-Dahlem nahe dem Kaiser-Wilhelm-Institut für Chemie in der Thielallee. Die österreichische Physikerin Lise Meitner, Hahns Kollegin im KWI, schrieb während einer Arbeitspause eine Postkarte an Edith: „Wir trinken gerade sehr guten Kaffee und essen großartige Schlagsahne. Ich habe mich gefreut von Ihrem Mann zu hören, daß Sie eine so schöne Zeit verbracht haben.“ Mit Lise Meitner verband sie sehr bald eine herzliche, innige und lebenslange Freundschaft, die durch zahlreiche gegenseitige Einladungen und viele gemeinsame Unternehmungen – zum Beispiel Spaziergänge, Hausmusikabende, Opern- und Konzertbesuche – gepflegt wurde. Lise Meitner war auch Patin des 1922 geborenen einzigen Sohnes von Otto und Edith, Hanno, der später ein anerkannter Kunsthistoriker und Architekturforscher werden sollte. Otto Hahn erinnert sich:

„Nach etwa 1914 oder 1/2 Jahr wollten wir gerne ein Kind bekommen. Dies bekamen wir allerdings erst 1922. Mein Test auf lebenden Samen war aber schon vorher absolut positiv. So weiß ich nicht, ob es an mir lag, daß unser Sohn erst nach dem Kriege kam. – Vielleicht waren es aber doch die Strahlen, wie ich dies vor allem auch bei Dr. W. Metzener glaube. Mein Studienkamerad Metzener war bei Knöfler engagiert, um Mesothorium anzureichern. Er arbeitete um 1910 herum mit sehr starken Präparaten. Er war verheiratet, resp. heiratete, als er diese Arbeiten anfing. Er bekam seine drei Kinder erst jahrelang später, nachdem er von Knöfler fort war. – Über die Arbeiten von Erbacher über Löslichkeit von Radium-Salzen wurde schon kurz gesprochen. Abgesehen von seinen erheblichen Handschädigungen scheint ihm nichts passiert zu sein: von seinen vier Kindern hat er wohl den größeren Teil oder alle erst nach diesen Arbeiten bekommen. Auch das Frl. Schäfer, die lange Jahre bei uns das ThB aus eman. RdTh abholte, hatte zwar zeitweilig erheblich wunde Hände, z. T. durch Unvorsichtigkeit. Aber sie hat dann als Frau Born bald zwei nette Kinder bekommen.
Alles in allem scheint also die Gefahr nicht so groß oder mindestens nicht so andauernd zu sein, wie es mancherorts vermutet wird. Sehr viel gefährlicher werden natürlich in Zukunft Arbeiten mit stärksten Strahlenquellen sein. Da müssen die Bedingungen des Strahlenschutzes durch die kleinen elektrostatischen Ionenprüfer kontrolliert, vor allem das Blutbild regelmäßig überprüft werden, wie letzteres bei uns im Institut seit einer Reihe von Jahren geschehen ist.“

In den 1920er Jahren, nachdem Otto Hahn 1924 zum Ordentlichen Mitglied der Preußischen Akademie der Wissenschaften und einige Zeit später zum Direktor des KWI für Chemie ernannt worden war, erfolgte der Umzug der Familie in die nahegelegene Altensteinstraße 48, wo Otto und Edith Hahn ein eigenes, von dem Architekten Hermann Dernburg konzipiertes Haus bezogen. Ein Wohnen in der eher pompösen, neben dem KWI errichteten und zum Institut gehörenden Direktorenvilla lehnten beide ab, da sie befürchteten, ihre Privatsphäre würde in Zukunft darunter leiden. Otto Hahn, als Direktor des KWI, gestattete seiner Kollegin Lise Meitner in den ersten Stock der Direktorenvilla zu ziehen, wo nach einigen Umbauten eine Acht-Zimmer-Wohnung entstand, in der sie bis zu ihrer Emigration im Juli 1938 in einem komfortablen Ambiente wohnen konnte.
Im neuen Haus in der Altensteinstraße 48 (heute am Otto-Hahn-Platz gelegen), in dem auch eine Haushälterin angestellt wurde, verlebten Edith und Otto, zusammen mit ihrem heranwachsenden Sohn Hanno eine glückliche Zeit. Sehr bald ergänzten auch mehrere Katzen und ein französischer Hirtenhund, ein Briard namens Tommy, das familiäre Idyll. Im großen Garten des Grundstücks wurde zusätzlich noch ein Gartenhaus errichtet, in das sich Otto Hahn gern zum Schreiben von wissenschaftlichen Texten zurückzog und um seiner Leidenschaft, dem Zigarrenrauchen, ungestört frönen zu können. Edith war eine entschiedene Gegnerin des Rauchens und konnte sich mit der Passion ihres Mannes nie anfreunden. Lediglich bei Abend-Einladungen und gesellschaftlichen Ereignissen, die ausschließlich im sogenannten Herrenzimmer des Anwesens stattfanden, ertrug sie, mehr oder weniger, diese „ungesunde Qualmerei“.
Erster Logiergast im Hause Hahn war Lord Ernest Rutherford, Hahns verehrter Lehrer während seiner Zeit an der McGill University in Montreal, mit dem er zeitlebens in inniger Freundschaft verbunden war. Rutherford kam Anfang Mai 1929 einige Tage nach Berlin, um vor der Deutschen Chemischen Gesellschaft Vorträge über Atomkerne und ihre Umwandlungen zu halten und wohnte in dieser Zeit in der Altensteinstraße. Am 5. Mai gaben Otto und Edith Hahn zu Ehren Rutherfords eine große Abendgesellschaft, zu der sie alle ihre Berliner Freunde eingeladen hatten. Wie man Ediths Gästebuch entnehmen kann, liest sich die Gästeliste wie ein Who is who der Wissenschaftsgeschichte des 20. Jahrhunderts: Ernest Rutherford, Max Bodenstein, Willy Marckwald, Heinrich Wieland, Albert Einstein, Max Planck, Otto von Baeyer, Peter Pringsheim, Hans Geiger, Lise Meitner, Friedrich Adolf Paneth, Max von Laue, Walther Bothe, Kasimir Fajans. Fünf Gäste waren bereits Nobelpreisträger, zwei weitere sollten später ebenfalls ausgezeichnet werden. Einer der engsten Freunde der Familie Hahn fehlte allerdings an diesem denkwürdigen Abend: Fritz Haber, der wegen einer Vortragsreise verhindert war. Nach seiner Rückkehr nach Cambridge schrieb Ernest Rutherford an Hahn:

„Ich kam heute morgen um 10.15 Uhr nach einer sehr angenehmen Reise wieder zu Hause an. Im Zug hatten wir es sehr bequem, und ich schlief friedlich durch bis Harwich. Ich fühle mich sehr fit, habe schon einen guten Arbeitstag hinter mir und beeile mich noch, Dir meine gute Ankunft mitzuteilen. Es war wirklich wunderschön bei Dir zu Hause und in Berlin. Du und Deine Frau hättet Euch wirklich nicht besser um mein leibliches und seelisches Wohl kümmern können. Es war ein großes Vergnügen, Dich und so viele alte Freunde unter solch angenehmen Umständen wiederzutreffen, und es war wirklich sehr nett von Dir, solch originelle Tischkarten vorzubereiten.“

### In der Zeit des Nationalsozialismus (1933–1945)
Nach der Machtübernahme in Deutschland durch Adolf Hitler und die NSDAP am 30. Januar 1933 begannen schwierige Zeiten für Otto und Edith Hahn. Beide lehnten das neue Regime ab. Da sie sich konsequent weigerten, obwohl immer wieder dazu aufgefordert, der NSDAP beizutreten, wurden sie sehr bald der „politischen Unzuverlässigkeit“ bezichtigt. Während ihr Mann im Februar eine Professur an der amerikanischen Cornell University in Ithaca, New York, antrat, versuchte Edith in Berlin das bisherige Leben so unverändert wie möglich weiterzuführen und den Umgang mit Freunden zu intensivieren. Über viele Entscheidungen der neuen Regierung war sie zutiefst unglücklich und über verschiedene Maßnahmen geradezu bestürzt. Als der Physiker James Franck, der zu ihrem Freundeskreis gehörte, im April 1933 freiwillig sein Amt als Ordinarius für Experimentalphysik an der Göttinger Universität niederlegte, war sie regelrecht schockiert. In seiner Begründung an den Universitätsrektor, in dem er den Preußischen Kultusminister um sofortige Entbindung seiner Amtspflichten bat, hatte Franck geschrieben:

„Ich habe meine vorgesetzte Behörde gebeten, mich von meinem Amt zu entbinden. Ich werde versuchen, in Deutschland weiter wissenschaftlich zu arbeiten. Wir Deutschen jüdischer Abstammung werden als Fremde und Feinde des Vaterlandes behandelt. Man fordert, daß unsere Kinder in dem Bewußtsein aufwachsen, sich nie als Deutsche bewähren zu dürfen. Wer im Kriege war, soll die Erlaubnis erhalten, weiter dem Staat zu dienen. Ich lehne es ab, von dieser Vergünstigung Gebrauch zu machen, wenn ich auch Verständnis für den Standpunkt derer habe, die es heute für ihre Pflicht halten, auf ihrem Posten auszuharren.“

Ein Redakteur der Vossischen Zeitung kommentierte hierzu: „Der Schritt des Professors Franck könnte, wenn er auf allen Seiten ohne Eifer und Voreingenommenheit so gelesen wird, wie er gemeint ist, zur Selbstbesinnung helfen. Franck wäre aller Voraussicht nach von den zu erwartenden Maßnahmen nicht betroffen worden. Er lehnt es ab, daraus für sich Nutzen zu ziehen. Er will keine Vorzugsbehandlung. Das Opfer, das er bringt, könnte zeigen, wohin der Weg führt, den man jetzt beschreiten will.“
In einem Brief an ihre Freunde Ingrid und James Franck vom 22. April 1933 schreibt Edith:

„Ich zergrüble und zermartere mich, was man wohl tun könnte. Und wenn ich Euch nicht so gern hätte, könnte ich Euch beneiden (und es ist wirklich nicht nur eine Phrase), daß Ihr Juden seid und so ganz das Recht auf Eurer Seite habt, und wir haben die Schmach und die unauslöschliche nie wiedergutzumachende Schande für alle alle Zeiten.
Und es hat bestimmt einen großen Eindruck gemacht. Es freut Euch vielleicht zu hören, dass ich wohl 20-mal von ganz verschiedenen Seiten gefragt worden bin: ‚Haben Sie das von dem Prof. Franck gelesen?‘ Ich habe in unserer Ullsteinfiliale Mittwoch den ganzen Rest der Voss gekauft und an alle Leute geschickt, die ich noch nicht für ganz verloren halte, weil ich denke, Dein Brief müßte sie zur Besinnung bringen und ich hoffe, die ganze Welt wird darauf reagieren.“

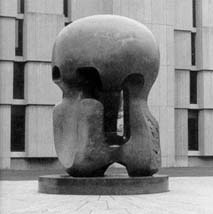
Bronzeskulptur Kernenergie von Henry Moore vor der Joseph Regenstein Library in Chicago

Ein wahrhaft prophetischer Brief, der seit 1972 zum Bestand der Joseph-Regenstein-Bibliothek der University of Chicago gehört und von dieser in den vergangenen Jahrzehnten für zahlreiche Ausstellungen in den USA und Europa über die Hitler-Diktatur ausgeliehen wurde (Die Regenstein-Bibliothek befindet sich sinnigerweise exakt an der Stelle des ersten, am 2. Dezember 1942 unter der Leitung von Enrico Fermi in Betrieb genommenen Kernreaktors Chicago Pile 1).
Otto Hahns Vorlesungen in Ithaca gingen im Juni 1933 zu Ende und er war zu einer Reise zu Vorträgen an mehreren amerikanischen Universitäten bis nach Kalifornien aufgebrochen. Als er aber von Edith alarmierende Nachrichten erhielt, vor allem über Schwierigkeiten im Haberschen Kaiser-Wilhelm-Institut für Physikalische Chemie, brach er seine Reise ab und kehrte vorzeitig nach Berlin zurück

„[…] um als ein von den Hitlergesetzen ‚Nichtbetroffener‘ dort zu versuchen, so gut als möglich zu helfen. Die leitenden Herren des Instituts hatten ihre Stellung verloren oder waren in Gefahr, sie zu verlieren. – Ich ging zu Planck und schlug ihm vor, eine möglichst große Zahl anerkannter deutscher, nichtbetroffener Professoren zusammenzubringen, die einen gemeinsamen Protest gegen die Entlassung jüdischer oder partiell nichtarischer Kollegen zu verfassen und an den Kultusminister Rust oder sonstige offizielle Stellen schicken sollten. Ich hatte auch schon einige Freunde und Kollegen für eine derartige Aktion gefunden. Aber Geheimrat Planck antwortete mir: ‚Wenn heute 30 Professoren aufstehen und sich gegen das Vorgehen der Regierung einsetzen, dann kommen morgen 150 Personen, die sich mit Hitler solidarisch erklären, weil sie die Stellen haben wollen.‘ Planck selbst war sehr unglücklich, sah aber keine Hilfsmöglichkeiten. […] Als gebrochener Mann ging Haber nach Cambridge, wo er sehr freundlich aufgenommen wurde. Aber er war schon lange schwerkrank, den tiefen Schock konnte er nicht überwinden. Haber starb am 29. Januar 1934 in Basel. Einer Einladung von Professor Weizmann nach Palästina konnte er nicht mehr Folge leisten.“

Der Physiker und Nobelpreisträger Max von Laue, der zusammen mit seiner Frau Magda zum engsten Freundeskreis von Otto und Edith Hahn in Berlin gehörte, hob in einem Brief an Otto Hahn anlässlich dessen 80. Geburtstag hervor:

„[…] Aber die Feuerprobe hatte unsere Freundschaft erst 1933 und danach zu bestehen. Über Hitler und den Nationalsozialismus dachten wir […] dasselbe. Und wir setzten, was wir dachten, soweit möglich auch in Taten um. Wie oft hast Du, wie oft habe ich jüdischen Bekannten und anderen Verfolgten seelisch geholfen, indem wir sie allen Verboten zum Trotz besuchten und in unsere Häuser einluden. Auch praktischer Unterstützung wissen wir uns zu erinnern, indem wir, meist unabhängig voneinander, ihnen die Auswanderung erleichterten. In der Preußischen Akademie konnten wir mehrmals den Braunen einen Strich durch die Rechnung machen, z.B. bei Wahlen. Dies hatte, gegenüber dem Umfang des grauenvollen Geschehens, wenig zu bedeuten; für Weiteres reichte unser Einfluß nicht aus. Dein Meisterstück war es jedenfalls, als der Lise Meitner, für die wir alle gebangt hatten, die Flucht nach Holland gelang.“

Lise Meitner lebte als österreichische Staatsangehörige bis März 1938 persönlich unbehelligt in Berlin-Dahlem und ging als Abteilungsleiterin am KWI für Chemie ihrer geregelten wissenschaftlichen Arbeit nach. Durch den „Anschluss“ Österreichs an das Deutsche Reich am 13. März 1938 wurde sie plötzlich „Reichsdeutsche“ und verlor ihren österreichischen Pass. Obwohl seit 1908 evangelischen Glaubens (Lutheranerin), war sie nunmehr aufgrund ihrer jüdischen Abstammung in besonderer Weise gefährdet, und alle ihre Berliner Freunde hatten zunehmend große Sorgen um ihre Sicherheit. Lise Meitner war sich allerdings ihrer prekären Lage weit weniger bewusst als Edith Hahn, die in ihrer intuitiven Sensibilität die drohende Gefahr für sie erkannte und richtig einschätzte. Edith überzeugte ihren Mann von der Notwendigkeit eines schnellen Handelns, um Lise Meitner vor einer jetzt möglich gewordenen Verhaftung und wahrscheinlichen Deportation zu bewahren. Otto Hahn reagierte sofort. Er informierte umgehend Carl Bosch, den Präsidenten der Kaiser-Wilhelm-Gesellschaft, und beide überlegten, wie man es erreichen könnte, Lise Meitner die Ausreise in das neutrale Ausland zu ermöglichen. Briefe an Kultusminister Rust und Innenminister Frick wurden von diesen ablehnend beantwortet – „Lise Meitner würde als bekannte Wissenschaftlerin Propaganda gegen Deutschland machen“. „Die Situation wurde immer unerträglicher“, stellte Otto Hahn besorgt fest.

„Bosch konnte also nicht helfen, und wir beschlossen unsere Kollegin so schnell wie möglich illegal über die Grenze zu bringen. Es gingen dann Briefe und Telegramme in die Schweiz, nach Holland – die Nervosität wurde immer größer. Im Juli kam dann ein Telegramm von Coster aus Groningen, dass er persönlich nach Berlin komme. Er hatte erreicht, daß die Lise ohne Visum, von Coster begleitet, die Grenze nach Holland überschreiten könne. Am Abend des 12. Juli traf Professor Coster in meinem Institut ein. Mit Hilfe unseres langjährigen Freundes Paul Rosbaud wurden in der Nacht die notwendigsten Kleider und Wertgegenstände Lise Meitners gepackt. Sie schlief die Nacht vor ihrer Abreise bei uns in der Altensteinstraße, Coster selbst traf erst auf der Bahn mit ihr zusammen. Für dringende Notfälle übergab ich ihr einen schönen Brillantring, den ich als Erbstück meiner verstorbenen Mutter immer gut aufgehoben hatte.
Am Morgen des 13. Juli fuhr Lise Meitner in aller Heimlichkeit mit Professor Coster dem sehr unsicheren Tag entgegen. Die Gefahr für Lise Meitner bestand in den mehrfachen Kontrollen in den nach dem Ausland fahrenden Eisenbahnzügen durch die SS. Wir zitterten, ob sie durchkomme oder nicht. Immer wieder wurden Menschen, die ins Ausland zu gelangen versuchten, in der Bahn festgenommen und zurückgeholt. Aber Lise Meitner hatte Glück; sie kam über die Grenze und war gerettet. Ich werde den 13. Juli 1938 nie vergessen. Niels Bohr veranlaßte dann Professor Siegbahn in Stockholm, ihr eine Arbeitsmöglichkeit anzubieten, und Lise Meitner nahm das Angebot an. – In dieser selben Zeit wurde Edith psychisch schwer krank und musste in die ‚Kuranstalten Westend‘ gebracht werden, zu Professor Zutt, wo sie monatelang blieb.“

Edith Hahn hatte nach den dramatischen Vorbereitungen zu Lise Meitners Emigration einen Nervenzusammenbruch erlitten und wurde zu ihrer eigenen Sicherheit in eine Berliner Klinik verlegt. Dort, in den „Kuranstalten Westend“ wurde sie als Privatpatientin des Klinikdirektors Zutt bis zum 20. November 1938 behandelt und gepflegt. Wieder zu Hause nahm sie in ausgeglichenem Zustand und mit großem Interesse an den von ihrem Mann im Dezember durchgeführten Versuchen zur Neutronenbestrahlung des Urans teil und freute sich über dessen umfangreiche Korrespondenz mit Lise Meitner in Stockholm.
Am 18. Dezember, am Frühstückstisch, erfuhr sie von ihrem Mann als erste von dem überraschenden Entstehen von Barium aus Uran, das er zusammen mit seinem Assistenten Fritz Strassmann in der Nacht zuvor im Institut nachgewiesen hatte, und das von ihm als ein Zerplatzen des Uranatomkerns erkannt wurde. Es handelte sich hierbei um die Entdeckung der Kernspaltung. Am 19. Dezember teilte er dieses Ergebnis in einem Brief auch Lise Meitner mit, die zwar als Physikerin zunächst äußerst skeptisch reagierte, aber da sie Hahns Meisterschaft in der Identifizierung von Elementen gut kannte, es immerhin für nicht völlig abwegig hielt „dass ein so schwerer Kern zerplatzt“. Otto Hahn hatte, von Anbeginn unterstützt und bestärkt von seiner Frau Edith, die Absicht, seiner jahrzehntelangen Kollegin und engen Freundin Lise Meitner als einzige über die verifizierenden Experimente zur Uranspaltung (so von Hahn benannt) zu berichten, um ihr die Möglichkeit zu geben, als erste eine physikalische Deutung der radiochemischen Befunde zu erarbeiten. Die Physiker in seinem Institut erfuhren von den Ergebnissen zunächst nichts und nur durch ihre Veröffentlichung in der Zeitschrift Die Naturwissenschaften am 6. Januar 1939. Lise Meitner und ihr Neffe, der Physiker Otto Robert Frisch, hatten dadurch einen 17-tägigen Zeit- und Wissensvorsprung, der ihnen tatsächlich ermöglichte, als erste eine physikalisch-theoretische Erklärung der Kernspaltung zu publizieren. Dies taten sie am 11. Februar 1939 in dem britischen Fachorgan Nature und Frisch prägte dabei den Terminus nuclear fission, der in der Folge international anerkannt wurde.
Die Jahre bis 1945 brachten für Otto und Edith Hahn eine Anzahl kriegsbedingter Belastungen, aber auch besondere Aufgaben, denen sie sich mit Mut und Entschlossenheit widmeten. Während die wissenschaftlichen Arbeiten im KWI für Chemie nahezu ohne Einschränkungen weitergeführt werden konnten, veränderte sich ihr privates Leben in Dahlem in so mancher Hinsicht. Am 14. Juni 1940 schrieb Edith an ihren Schwager Heiner Hahn nach Frankfurt am Main:

„Außer mit einigen ganz wenigen vertrauten und gleichgesinnten Seelen kommen wir hier in persönlichen Verkehr mit kaum jemand zusammen. Es würde höchstens zu Unaufrichtigkeit und Aneinandervorbereireden führen.“

Und am 2. September 1940 teilte sie ihrem Schwager mit:

„Hier geht nun wieder alles seinen gewohnten Gang, unterbrochen durch häufigen nächtlichen Luftalarm, der von vernünftigen Menschen in Luftschutzkellern verlebt wird. Wir selbst haben bisher nicht zu diesen Vernünftigen gehört.“

Edith litt sehr unter den herrschenden Nazi-Verhältnissen, insbesondere nach den sich Jahr für Jahr immer mehr verschärfenden Lebensbedingungen für Andersdenkende und Oppositionelle, vor allem aber für jüdische Mitbürger. Auf die Dauer konnte sie, die Tochter des liberalen Justizrats Junghans, diese Zustände nicht mehr ertragen. Sie beschloss zu helfen und – nach Absprache mit ihrem Mann – sich der Versorgung von bedrohten Menschen anzunehmen. Eine mutige Entscheidung, da für jede Unterstützung und jedes Eintreten für Juden die Todesstrafe stand. Der Publizist und Verleger Wolf Jobst Siedler, dessen Eltern mit Otto und Edith Hahn befreundet waren, erinnerte sich an diese Jahre in einer preisgekrönten TV-Dokumentation:

„Hahns waren einmal bei uns, und Frau Hahn erzählte, daß sie Hunderte von illegal in Berlin untergetaucht lebenden Juden kenne, die in Kohlekellern und Dachböden verborgen würden, aber daß sie langsam verhungerten, weil sie ja keine Lebensmittelkarten bekamen, keine Fleischmarken, keine Brotmarken. Da muss ich ungefähr 16 gewesen sein, das war, glaube ich, Anfang 1943 oder Ende 1942. Und während sich Hahns und meine Eltern darüber unterhielten, auch über die Gefahr bei Luftangriffen, daß die illegal in Berlin lebenden Juden ja immer in den Dachböden bleiben müßten – der Luftschutzkeller wegen – hatte ich den Eindruck, da müßte man doch etwas tun und habe dann eine Reihe von Freunden gewonnen. Wir sammelten teils eigene, teils fremde Lebensmittelkarten – haben natürlich niemand kennengelernt von den Empfängern – sondern ich brachte die nach Lichterfelde, wo Hahns wohnten, zu Frau Hahn, und sie hatte den Verteilungsmechanismus.“

Walther Gerlach, der trotz seiner Ablehnung des Nazi-Systems und seiner Distanz zur NSDAP von Hermann Göring seinerzeit zum Leiter des deutschen Uranprojekts ernannt worden war und engen Kontakt zu Otto und Edith Hahn pflegte, hob später hervor:

„Zahllos sind die Fälle, in welchen das Ehepaar Hahn Bedrängten und Verfolgten half, offen und noch mehr im verborgenen, ohne Rücksicht auf eigene Gefährdung, besonders auch durch den Einsatz seiner Auslandsbeziehungen, die es durch einen umfangreichen Briefwechsel mit Freunden, Kollegen und Emigranten in aller Welt aufrechterhielt und vertiefte.“

Otto Hahn hat das aktive humanitäre Engagement seiner Frau, das ja in aller Heimlichkeit stattfand und in dieser Zeit die ständige Gefahr beinhaltete, durch eine plötzliche Denunziation aufgedeckt zu werden, was zu ernsten Konsequenzen für Edith und ihn selbst hätte führen können, immer bewundert und unterstützt. Edith wiederum, um nur ein Beispiel zu nennen, half ihrem Mann in seiner Intervention bei der Gestapo, das Leben der jüdischen Chemikerin Maria von Traubenberg zu schützen. Hahn erreichte, dass Frau von Traubenberg nicht nach Auschwitz, sondern nach Theresienstadt deportiert wurde, wo sie ein eigenes Zimmer bekam, um den Nachlass ihres Mannes zu ordnen. Diese Verfügung bedeutete ihre Rettung (siehe den Artikel über Otto Hahn). Edith und ihr Mann waren auch darüber eingeweiht, dass Hahns Assistent Fritz Strassmann und dessen Frau 1943 der Jüdin Andrea Wolffenstein zwei Monate Unterschlupf gewährt hatten. Strassmann wurde für diese Tat posthum von der israelischen Gedenkstätte Yad Vashem als Gerechter unter den Völkern geehrt.
Als Simon Wiesenthal, der 1991 in Berlin mit der Otto-Hahn-Friedensmedaille ausgezeichnet wurde, von Edith Hahns Aktivitäten in der Nazi-Zeit erfuhr, sparte er nicht mit anerkennenden Worten für ihren selbstlosen Einsatz. Er nannte sie eine „ungewöhnlich mutige Frau“ und bezeichnete sie als „beispielhaft für couragiertes Handeln“, denn in diesen Jahren „sei sie praktisch täglich in Lebensgefahr gewesen“.

### Tailfingen (1944–1946)
Nachdem im Februar und März 1944 Otto Hahns Kaiser-Wilhelm-Institut für Chemie durch Bomben so stark zerstört wurde, dass eine ungefährdete produktive Arbeit kaum mehr möglich war, entschloss er sich, die noch intakten Reste des Instituts in drei stillgelegte Textilfabriken nach Tailfingen in die Schwäbische Alb zu evakuieren. Edith Hahn folgte im Juni ihrem Mann und beide bezogen in der Villa des Fabrikanten Hakenmüller in der Panoramastrasse 20 zwei Zimmer als Notquartier, in dem sie zunächst bis Mai 1945 untergebracht waren.
Die wissenschaftlichen Arbeiten im KWI gingen auch unter diesen erschwerten Umständen weiterhin gut voran, und Otto Hahn war mit seinen Mitarbeitern in der Lage, bis 1945 alle im Institut nachgewiesenen Substanzen, die bei der Kernspaltung des Urans entstehen, zu veröffentlichen und in einer Tabelle zusammenzufassen. Walther Gerlach schreibt:

„Jeder Fortschritt wurde in wissenschaftlichen Zeitungen publiziert: Bis zum Frühjahr 1945 waren 25 Elemente mit etwa 100 Isotopen radiochemisch und radiophysikalisch bestimmt.
Die Größe der hierin liegenden Leistung kann man erst würdigen, wenn man sie mit den Ergebnissen der erst eineinhalb Jahre nach Kriegsende veröffentlichten amerikanischen Arbeiten vergleicht. Für diese standen stärkste Neutronenquellen und ganz beträchtliche personelle und finanzielle Mittel, sowie die stets gut beschriebenen Methoden und Erfahrungen der Hahnschen Arbeitsgruppen zur Verfügung. Sie hatten zum Nachweis von nicht wesentlich mehr, nämlich von 36 Elementen mit 170 Isotopen geführt. […]
Als das Kriegsende nahte, überredete Otto Hahn den Tailfinger Bürgermeister, bei dem Anrücken französischer Truppen das ihm befohlene Schließen der Panzersperren und den Widerstand bis zum Letzten zu unterlassen: ‚Retten Sie Ihre Stadt, so wird man sie preisen; leisten Sie sinnlosen Widerstand, so wird man sie verfluchen!‘ Otto Hahn hat Tailfingen gerettet.“

Am 25. April 1945 wurde Edith Hahn von der inzwischen in Tailfingen eingetroffenen amerikanischen Alsos-Einheit verhört, aber ihr Mann wurde verhaftet (siehe Operation Epsilon) und auf unbestimmte Zeit zum Gefangenen der Alliierten deklariert. Professor Max Auwärter, Geschäftsführer der nahegelegenen Firma W. C. Heraeus, schreibt hierzu in einem Bericht:

„Unmittelbar nach dem Einmarsch der französischen Soldaten erschienen in Tailfingen am 25. April Amerikaner, um Professor Hahn abzuholen. Es gelang trotz der Sperre, ihn noch in letzter Minute zu sehen, bevor er an diesem eiskalten Tag den offenen Jeep besteigen mußte. Er hatte die Hoffnung, von den Alliierten, insbesondere den Amerikanern, so behandelt zu werden, daß er Möglichkeiten zur Erhaltung seines Instituts finden könnte; er hoffe, auch meinem Laboratorium und meinen Mitarbeitern behilflich sein zu können. Dies waren die letzten Worte, die er an die sich von ihm verabschiedenden Angehörigen des KWI richtete. Wenige Tage darauf erschien Professor Joliot-Curie, der alles tat, um die Gefährdung des Hahnschen Instituts und seiner Mitarbeiter zu vermeiden.“

Da die Internierung ihres Mannes im Rahmen der Operation Epsilon, erst in Frankreich und Belgien und dann ab dem 3. Juli auf dem englischen Landsitz Farm Hall nahe Cambridge, sich bis Anfang Januar 1946 ausdehnte, war die in Tailfingen verbliebene Edith Hahn in dieser Zeit zunächst auf sich allein gestellt, und jedwede Korrespondenz mit Otto wurde ihr untersagt. Eine besondere Freude war daher die Ankunft ihres Sohnes Hanno, der als Offizier an der Ostfront schwer verwundet worden war und sich Ende 1944 mit der an der Amputation seines linken Armes beteiligten Operationsschwester Ilse Pletz verlobt hatte. Beide kamen Anfang Mai 1945 nach Tailfingen und wohnten zunächst zusammen mit Edith in der Villa Hakenmüller. Dieses bedeutete für Edith eine große seelische Beruhigung nach allen Aufregungen der letzten Monate. Am 19. Mai heirateten Hanno und Ilse auf dem Standesamt des Tailfinger Rathauses. Ihre Wohnsituation verbesserte sich dadurch deutlich, wie der Historiker Volker Lässing herausfand.

„Der Tailfinger Zeitungsverleger Kurt Weidle und dessen Frau Lotte stellten Edith Hahn und dem neuvermählten Paar eine 4-Zimmerwohnung mit Wohnküche und einem geräumigen Bad zur Verfügung. Eine hübsche Wohnung, wie Josef Mattauch in seinem ersten Brief an Otto Hahn in England anmerkt. Zentral gelegen, wohnten die Hahns in der Hechingerstraße 6. […] Fast ein Jahr bot Kurt Weidles Wohnung den Hahns ein angemessenes und freundliches Zuhause.“

Da Edith Hahn, wie auch die in der Nähe wohnende Magda von Laue, Ehefrau des ebenfalls internierten Max von Laue, über den Verbleib ihrer Männer keinerlei Ahnung hatten und ihnen nähere Auskünfte über den Aufenthaltsort verweigert wurden, konnte sie ihrem Otto die frohe Nachricht über die Hochzeit nicht mitteilen. Erst nachdem Ende August die Nachrichtensperre für die Internierten aufgehoben wurde und Otto Hahn den ersten Brief an seine Frau senden durfte, konnte Edith mit ihrem Mann wieder Kontakt aufnehmen und ihm alle Neuigkeiten berichten. Als Antwort schrieb er im September (ihm war ein Brief pro Monat gestattet, zudem wurden alle Briefe kontrolliert und zensiert):

„Meine lieben Edith, Ilse und Hanno!
Deinen lieben Brief vom 20. August mit allen früheren habe ich bekommen. Ihr könnt Euch kaum denken, wie aufgeregt ich auf eine Nachricht von Euch wartete und wie froh ich war, als ich dann sah, daß Ihr alle zusammen seid. Da läßt sich vieles leichter tragen als allein. Doch jetzt vor allem meinen papalichen Segen für Euch, meine beiden Kinder! Auch ich glaube, daß für Euch das Vernünftigste war zu heiraten; auf was hättet Ihr noch warten sollen? Euer reizendes Bild vom 19. Mai steht auf meinem Tisch, angelehnt an ein Blumenglas, für das ich alle zwei Tage einige schöne Rosen aus dem Garten schneide.
Du, liebe Ilse, bist reizend darauf, Hanno sieht etwas elend aus. Lieber Hanno: hoffentlich geht es Dir jetzt, wo Du aus dem Lazarett heraus bist, besser und Du nimmst wieder etwas zu. Auch von Dir, liebe Edith, hoffe ich dies sehr. […]
Sehr gefreut hat es mich auch, daß das Institut noch im Gang zu sein scheint und alle noch da sind. Grüßt bitte alle, ich kann die Namen nicht einzeln nennen. Im übrigen hoffe ich, daß es bestimmt nicht mehr lange dauern wird, bis ich zurückkomme.
Hoffentlich schläfst Du nun besser, liebe Edith, wo Du Nachricht von mir bekommst, und wo ein Ende unserer Trennung wohl bald zu erwarten ist. Max läßt Euch allen dreien herzlich zur Verheiratung gratulieren. – Herzlichst – Euer Otto“

Anfang Januar 1946 wurde für Otto Hahn und seine neun Kollegen die Internierung in England aufgehoben, und er wurde von den Alliierten über Alswede (Westfalen) in die britische Zone nach Göttingen entlassen. Edith Hahn verblieb noch bis zum Sommer in Tailfingen, das zur französischen Zone gehörte. Erst am 21. Juli 1946 erledigte sie die letzten Formalitäten und die offizielle Abmeldung Otto Hahns und ihre eigene im Tailfinger Einwohnermeldeamt und zog anschließend unter erschwerten Bedingungen zu ihrem Mann nach Göttingen. Knapp zwei Monate später schrieb der Verleger Kurt Weidle an Edith:

„Wir hoffen, daß Sie, liebe gnädige Frau, sich nun völlig eingelebt haben. Oder vermissen Sie noch die Ruhe und Einsamkeit der Tailfinger Wohnung? Oder den herben Glanz unseres Alb-Sommers? Die strenge Kälte des Winters gewiß nicht. […] Die neuen Mieter sind ebenfalls sehr ruhig, man hört und sieht kaum etwas von ihnen.
Trotzdem vermissen wir nicht selten Sie, liebe gnädige Frau, Ihre immer so freundlichen Worte, Ihre liebe Stimme. Es war halt doch etwas Anderes, als man es hier gewöhnt ist. Aber dies kommt ja nun Ihrem lb. Gatten zugute, der ein Anrecht darauf hat. Von Herrn Hanno kam heute auch ein Kärtchen. Mit begeisternden Worten schildert er darauf seinen Ferienaufenthalt in Frankfurt und die Fortschritte seines Söhnchens.“

Volker Lässing, der die Tailfinger Zeit von Otto und Edith Hahn minutiös erforscht und zahlreiche verschollen geglaubte Dokumente entdeckt und ausgewertet hat, fasst im Vorwort zu seiner historischen Analyse zusammen:

„Otto Hahn, der Entdecker der Kernspaltung, hat in der Tailfinger Historie eine kurze, aber sehr intensive und bis heute nachwirkende Rolle gespielt. Nicht nur seine wissenschaftlichen Leistungen, sondern auch seine persönliche Integrität in sehr schwierigen Zeiten, verbunden mit seinem stets bescheidenen persönlichen Auftreten, sind der Grund für Otto Hahns fortdauernde Beliebtheit und Hochachtung in Tailfingen. […]
Otto Hahns Verantwortungsbewusstsein für sein Institut, für Tailfingen und seine Bürger hat ihn damals dazu veranlasst, beim Bürgermeister zu intervenieren und ihn zur kampflosen Übergabe der Stadt zu ermutigen, die seit 1975 ein Stadtteil von Albstadt ist. Otto Hahn ist Tailfingen zeitlebens treu geblieben. Auch lange nach dem Krieg stattete er seinen privaten Tailfinger Freunden gelegentlich einen Besuch ab. Ein regelmäßiger Briefwechsel bezeugt Otto Hahns Verbundenheit.
Die Tailfinger haben ihrem wohl berühmtesten Bürger eine Straße auf dem Lammerberg gewidmet. Seit Mai 2010 ist in der ersten Etage des Tailfinger Akademie-Gebäudes der IHK Reutlingen eine ständige Ausstellung über Otto Hahn und das Kaiser-Wilhelm-Institut in Tailfingen zu sehen.“

### Göttingen (1946–1968)
In Göttingen wohnten Otto und Edith Hahn in der für sie vorgesehenen Wohnung des verstorbenen Geheimrats Brandi in der Herzberger Landstraße 44. Das Haus hatte einen schönen Garten, in dem Edith gerne in der Sonne in einem Liegestuhl sitzend Bücher und Zeitungen las sowie ihre Korrespondenz erledigte. Am 11. September 1946 wurde von ihrem Mann die neue „Max-Planck-Gesellschaft in der britischen Zone“ gegründet, die Nachfolgeinstitution der Kaiser-Wilhelm-Gesellschaft und Vorläuferin der im Februar 1948 nach langwierigen und aufreibenden Verhandlungen, insbesondere mit General Lucius D. Clay, in allen drei westdeutschen Zonen anerkannten Max-Planck-Gesellschaft zur Förderung der Wissenschaften. Auch in dieser wurde Otto Hahn zum Präsidenten ernannt und 1954 vom Senat der MPG einstimmig für eine zweite Amtsperiode bis 1960 wiedergewählt.

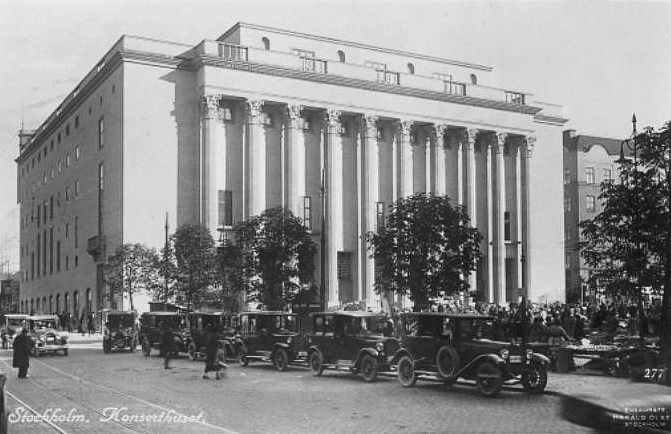
Das Stockholmer Konzerthaus, in dem seit 1901 die Nobelpreise verliehen werden

Am 2. Dezember 1946 begleitete Edith Hahn ihren Mann auf seiner Reise nach Stockholm zur Entgegennahme des ihm bereits 1944 von der Königlichen Akademie verliehenen Nobelpreises für Chemie. Sowohl zum Schutz, aber wohl auch zur Kontrolle war ihnen ein britischer Offizier zur Seite gestellt worden, ein sympathischer  Fraser, mit dem sie sich in den nachfolgenden Wochen sogar anfreundeten. Otto Hahn schreibt rückblickend in Mein Leben:

„An unserem Reiseziel erwarteten uns Lise Meitner, mein Freund Percy Quensel, Frau von Hevesy, ein Attaché des schwedischen Außenministeriums und viele Journalisten. Im vornehmen Savoy waren wir vorzüglich untergebracht und aßen mit unseren Freunden nach langer Zeit einmal wieder friedensmäßig zu Abend. […] Viele Verwandte und Bekannte in der Heimat erhielten von uns nahrhafte Grüsse aus Schweden. Ich erinnere mich, dass ich in der Nordiske Kompagnie über 70 Pakete zusammenstellen und nach Deutschland schicken ließ. Für meine Frau war der Kauf einiger Kleider und Schuhe ein aufregendes Erlebnis, und ich freute mich sehr, mir einen neuen Mantel und einen Anzug zulegen zu können.
Wir genossen aber auch die Atmosphäre dieser schönen Stadt, die sich von den deutschen Städten nicht nur durch ihre Unversehrtheit abhob; der Kungsgatan und vieles andere beeindruckten uns, zumal sich unsere Freunde sehr um uns bemühten und versuchten, für ein paar Tage den Krieg und die Nachkriegszeit aus unserer Erinnerung zu löschen. […] Der Abend des 12. Dezember stand im Zeichen eines großen Empfangs, den der König für uns gab, am nächsten Tag hatte ich meinen großen Festvortrag in der Akademie zu halten.
Besonders schöne Erinnerungen verbinde ich mit der Geburtstagsfeier meiner Frau, die in Stockholm natürlich nicht ausfallen durfte, und mit einem Besuch bei Prinzessin Sibylla und Prinz Gustav. Dort zeigten die Damen einander Bilder ihrer fast gleichaltrigen Enkelkinder. Obwohl beide die Schönheit des fremden Kindes über alle Maßen bewunderten, bin ich noch heute davon überzeugt, daß jede der Großmütter ihr Enkelchen für das allerschönste Kind hielt.“

Während ihr Mann als Gründer und Präsident der Max-Planck-Gesellschaft seit 1948 voll im Einsatz war, um die Existenz der neuen Gesellschaft bundesweit zu sichern und ihr internationales Ansehen zu festigen, zog sich Edith Hahn mehr und mehr ins Privatleben zurück. Außer zu Geburtstagsfeiern und kleineren Veranstaltungen trat sie mit ihrem Mann selten in der Öffentlichkeit auf. Da sie die Aufführungen des Göttinger Deutschen Theaters unter der Intendanz von Heinz Hilpert sehr schätzte, war sie eine treue Abonnentin und besuchte die neuesten Inszenierungen. Sie las viel, Biographien, Gedichte, Belletristik, vor allem aber Klassiker, insbesondere Heinrich Heine und Victor Hugo, und sie pflegte in einer umfangreichen Korrespondenz den Kontakt zu ihren Freunden.
Als Otto Hahn im Oktober 1951 durch das Attentat eines geistesgestörten Erfinders schwer verletzt wurde, über das sie zutiefst erschrocken war, führte dieser Vorfall bei Edith in der Folge zu erneuten psychischen Problemen. Otto Hahn erinnerte sich an das erste Halbjahr 1952:

„Dann kamen wieder einige Einladungen auf mich zu, die ich zunächst noch wahrnehmen konnte. So hielt ich in Göteborg einen Vortrag und wurde in Helsinki Mitglied der dortigen Akademie. Eine Reise nach Brasilien kam jedoch nicht mehr in Frage, nachdem meine Frau Ende Mai einen totalen Nervenzusammenbruch erlitten hatte. Mehrere Schockbehandlungen führten leider ebensowenig zu einer Besserung wie ein Sanatoriumsaufenthalt, der sogar vorzeitig abgebrochen werden musste. So blieb nichts anderes übrig, als meine Frau in die Nervenklinik zu bringen. Dort blieb sie bis Weihnachten, ohne dass ihr Leiden völlig ausgeheilt werden konnte. Sie erinnert sich seitdem an jüngere Ereignisse fast gar nicht mehr, hat aber für lang Zurückliegendes ein gutes Gedächtnis.“

Anfang 1953 zogen Otto und Edith Hahn in eine neue Wohnung im ersten Stock eines einfachen Wohnhauses in der Gervinusstraße 5, in der sie bis zu ihrem Tode wohnten. Der nahegelegene Göttinger Stadtwald bot beiden durch Spaziergänge in guter Luft eine oft genutzte Erholung. Schon seit Ende der 1940er Jahre verbrachten sie regelmäßig ihre Ferien im „Albergo Croce Bianca“ in Lugano, wo Edith ihrem geliebten Schwimmen huldigen, und Otto Bergwanderungen zum Monte Generoso unternehmen konnte.
Im März 1954 nahm Edith Hahn erstmals an einer Hauptversammlung der MPG in Wiesbaden teil und lernte Bundespräsident Theodor Heuss, Bundeskanzler Konrad Adenauer und den amerikanischen Hochkommissar James B. Conant kennen. Beim Abendbankett war sie Tischdame von Adenauer und Conant, mit dem sie sich in fließendem Englisch angeregt unterhalten hatte und über den sie später ihrer Schwiegertochter Ilse Hahn schrieb, er sei „ein wirklich vornehmer Mann, so wie mein Otto“.
In den 1950er Jahren, in denen ihr Mann zusätzlich zu seinem Amt als MPG-Präsident sich in verstärktem Maße für atomare Abrüstung, Frieden und Völkerverständigung einsetzte, gehörte Edith Hahn zu seinen wichtigsten Unterstützern. Und Otto Hahn hörte auf seine Frau. Der Respekt, den er ihr seit 1911 gezollt hat, wurde auch durch Ediths gelegentliche Aufenthalte in Nervenkliniken nicht geschmälert. Sein Vertrauen zu ihr blieb ungebrochen. Über kulturelle und politische Ereignisse tauschten sich beide aus, und Otto Hahn schätzte das klare Urteil seiner Frau, das oft zu seinen Handlungsentscheidungen beitrug. Als, um ein Beispiel zu nennen, im Juli 1955 der britische Philosoph Bertrand Russell Otto Hahn bat, das von ihm vorbereitete, später so genannte Russell-Einstein-Manifest zu unterzeichnen, schrieb Hahn Russell, er müsse diesem Aufruf wegen „seiner einseitig linken Tendenz“ seine Unterschrift verweigern. Ein Entschluss, der nach einer Diskussion mit Edith gereift war. Während der Vorbereitung der von Hahn initiierten und nur eine Woche später am Bodensee veröffentlichten Mainauer Kundgebung von 18 anwesenden Nobelpreisträgern (siehe Otto Hahn) hatte Edith mit klugen Argumenten zu der Formulierung der endgültigen Textfassung beigetragen. Dieses Mainauer Manifest erfuhr gerade durch seine neutralen Worte weltweite Resonanz. Alexander Dées de Sterio, ein Kuratoriumsmitglied der Lindauer Nobelpreisträger-Tagung 1955, schrieb in seiner Chronik:

„Die letzten Sätze eines leidenschaftlichen Appells an das Gewissen der Mächtigen waren eine Warnung, das Manifest selbst ein Bekenntnis höchsten Grades zum Weltfrieden, zugleich auch Protest gegen den Missbrauch naturwissenschaftlichen Fortschritts. Es sollte in jedem Arbeitszimmer der Politiker und in jeder Schulklasse seinen Platz haben.
Das Echo auf das Manifest der Achtzehn, der um das Fortbestehen der Welt Besorgten, war überwältigend. Es wurde in alle Sprachen übersetzt, es erschien in den Zeitungen aller fünf Kontinente, und es brachte dem Kuratorium eine Flut von Glückwünschen, Zuschriften, ja weiteren Resolutionen. Geschwiegen haben nur die Verantwortlichen.“

Auch an einigen anderen Friedensinitiativen ihres Mannes, so zum Beispiel an der Göttinger Erklärung im April 1957, oder an seinem Wiener Appell gegen A- und H-Bomben-Experimente hatte Edith Hahn einen nicht zu unterschätzenden Anteil. Otto Hahn hat, sowohl privat als auch offiziell, mehrfach bestätigt, dass Ediths eleganterer Schreibstil ihn immer wieder zu Korrekturen seiner Texte veranlasst hat.
Während eines Sommerurlaubs in Garmisch-Partenkirchen im August 1960 traf Otto und Edith Hahn „der schwerste Schlag, den das Schicksal bereithalten kann“. Ihr einziger Sohn Hanno, 38 Jahre alt, ein anerkannter Kunst- und Architekturhistoriker der Bibliotheca Hertziana in Rom, erlitt zusammen mit seiner Frau und Assistentin Ilse Hahn auf einer Studienreise durch Frankreich am 29. August bei Mars-la-Tour einen Autounfall. Hanno war auf der Stelle tot, Ilse wurde mit zwei Brüchen der Halswirbelsäule in eine Klinik nach Briey gebracht, starb jedoch „nach einem in bewunderungswerter Stärke getragenen Krankenlager“ neun Tage später am 7. September. Dieses tragische Ereignis veränderte Ediths Leben. Sie zog sich in ihrer Trauer vollkommen in sich selbst zurück und war kaum noch ansprechbar. Monika Scholl-Latour beschreibt diesen Zustand:

„Von dieser Zeit an trug Edith Hahn nur noch Schwarz. Sie saß oft vor den Bildern ihrer Kinder und weinte. Nur Otto Hahn konnte sie noch trösten. Oft gelang es nur mit Mühe, sie zu Bett zu bringen. Sie wollte lieber im Sessel sitzen. Wenn sie nachts in ihrem Bett erwachte, begann sie oft laut zu singen. Die Nachbarn waren erstaunt; sie ahnten nicht, was in der Familie des Nobelpreisträgers vor sich ging. Noch verblüffter müssen sie wohl gewesen sein, wenn sich in den gespenstischen weiblichen Gesang plötzlich eine unsichere Tenorstimme mischte: Otto Hahn versuchte auf diese Weise seine Frau zu beruhigen.
Mit dieser gütigen Tapferkeit gelang es dem alten Forscher, seiner Frau wieder das Gefühl von Geborgenheit zu geben. Er deklamierte mit ihr gemeinsam Balladen und Gedichte, als wäre es das Selbstverständlichste auf der Welt. Otto Hahn brachte seiner Frau immer wieder Blumen. Er umsorgte sie rührend. Aber er verstand es auch, seinen eigenen Schmerz zu verbergen. […]
Das Unglück dieser Ehe bewies noch viel mehr als das Glück der ersten Jahrzehnte, wie groß diese Liebe war, die nach außen hin fast kleinbürgerlich wirkte.“

Im März 1968 wurde Otto Hahn infolge einer Verletzung in eine Göttinger Klinik eingewiesen, wo er nach fast viermonatigem Aufenthalt am 28. Juli an akutem Herzversagen verstarb. Edith wurde der Tod ihres „geliebten Hähnchens“ nicht mitgeteilt, um sie nicht noch mehr seelisch zu belasten. Aber sie hätte diese Information vermutlich nicht wirklich wahrgenommen.

### Tod (1968)

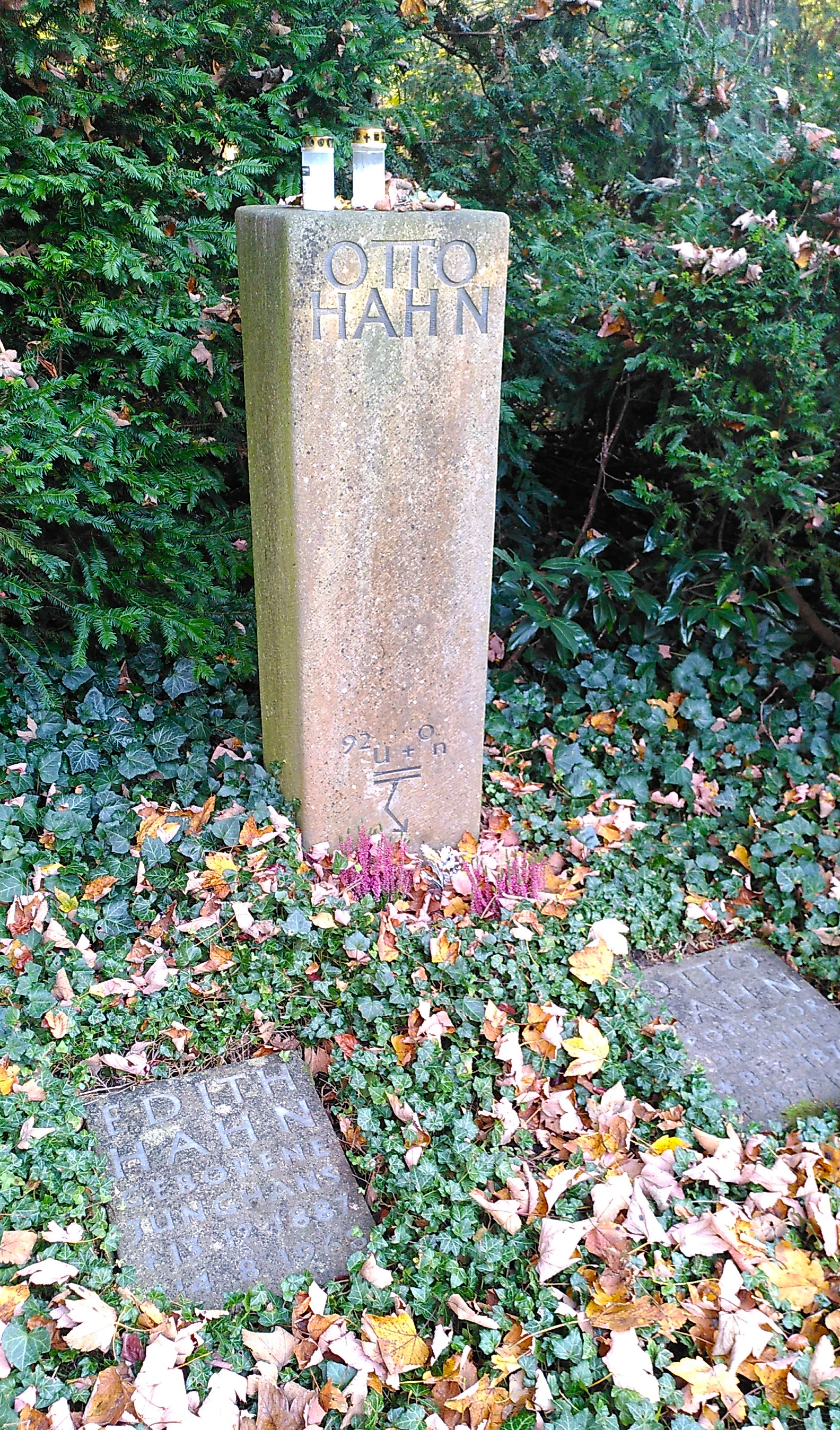
Edith und Otto Hahns Grab auf dem Stadtfriedhof Göttingen

Die letzten Monate verbrachte Edith Hahn in einem Sanatorium in der Nähe von Göttingen. Am 14. August schlief sie dort friedlich ein. Drei Tage später wurde sie an der Seite ihres Mannes auf dem Göttinger Stadtfriedhof beigesetzt. An der Trauerfeier und Beerdigung nahmen Mitglieder der Familien Hahn/Junghans, zahlreiche Freunde aus ganz Deutschland und einigen europäischen Ländern sowie mehrere Persönlichkeiten des öffentlichen Lebens teil, wie zum Beispiel die Präsidenten der Max-Planck-Gesellschaft und der Deutschen Forschungsgemeinschaft, der Oberbürgermeister von Göttingen und einige offizielle Vertreter der Stadt Frankfurt am Main und des Landes Berlin. Im Göttinger Tageblatt und in der Frankfurter Allgemeinen Zeitung erschienen Nachrufe, die insbesondere Edith Hahns mutige Haltung während der Nazi-Zeit würdigten. Kurze Zeit darauf wurde in mehreren größeren Beiträgen u. a. in den Zeitschriften Stern und Jasmin ausführlich und mit zahlreichen Fotos über ihr Leben mit Otto Hahn berichtet.

„Sie liebten sich länger als ein halbes Jahrhundert. Sie waren 55 Jahre lang miteinander verheiratet. Er war ein Mann, der stets ein winziges rotes Büchlein mit sich herumtrug. In diesem konnte er mit einer kleinen Lupe einen einzigen Satz in allen Sprachen der Welt lesen: ‚Ich liebe Dich.‘ Und er sagte: ‚Ich bin glücklich über jeden Tag, den ich zusammen mit ihr gelebt habe.‘
Sie war eine Frau, die sehr selten Schmuck trug, aber immer eine kleine Armbanduhr am linken Handgelenk. Das Zifferblatt trug sie innen, als wollte sie die Zeit nicht messen, die sie mit ihrem Mann zusammen war. Und sie sagte: ‚Ich möchte nicht länger leben als mein Mann.‘
Heute liegen die beiden auf demselben Friedhof in Göttingen, Seite an Seite – er seit Ende Juli 1968, sie seit Mitte August. Nur 17 Tage konnte sie ohne ihn leben. – Es ist das Ehepaar Hahn: Edith und Otto Hahn. Ein deutsches Ehepaar liegt hier, scheinbar so schlicht und einfach wie sein Grab auf dem Stadtfriedhof von Göttingen. Und doch war es ein Paar, dessen gemeinsames Glück ebenso ungewöhnlich war, wie seine gemeinsame Tragik.“

## Ausstellungen (posthum)
Anlässlich des 100. Geburtstages von Edith Hahn im Dezember 1987 wurde auf Anregung von Hermann Josef Abs in einer Filiale der Deutschen Bank in München eine große Gedenkausstellung eröffnet, mit 48 Aquarellen und Porträtzeichnungen aus den Jahren 1905 bis 1912. Die Ausstellung dauerte vom 30. November bis 30. Dezember und war während der normalen Geschäftszeit der Bank frei zugänglich. Sie erfreute sich allgemeiner Beachtung und nicht selten individueller Bewunderung. Der Bankier Abs, ein ausgewiesener Kunstkenner, war von Ediths Werken in besonderer Weise überrascht und voller Lob über ihr „ungewöhnliches Talent“. In der Süddeutschen Zeitung schrieb der Kunstkritiker Karl Ude unter anderem:

„Die Malerin, der in den Räumen der Deutschen Bank, Filiale Neuhauser Straße 6, noch bis zum 30. Dezember eine Gedächtnisausstellung zum 100. Geburtstag gewidmet ist, hatte nicht das Glück, sich einen großen Namen als Künstlerin machen zu können, denn die 1887 in Stettin geborene Edith Junghans gab das Malen auf, als sie 1912 Otto Hahn, den späteren Nobelpreisträger kennengelernt und geheiratet hatte, und es wäre auch jetzt kaum zu diesem Rückblick gekommen, hätte nicht ein namhafter Freund der Familie den Anstoß dazu gegeben: der 86jährige Hermann J. Abs, Ehrenpräsident der Deutschen Bank, der es sich nicht nehmen ließ, bei der Vernissage in München anwesend zu sein. […]
Als Malerin hat sich Edith Junghans ans Erlernte gehalten und hat immer wieder Krüge, Zinnkannen, Becher und Tongefässe mit liebevoller Sorgfalt ungemein materialgerecht gemalt. Beachtenswert bisweilen das Spiel des Lichts, der Zusammenklang der Farben. Dazwischen das eine oder andere herbe Antlitz einer Bäuerin oder, heiterer gestimmt, ein Blumenstillleben. In Vitrinen liegen einige persönliche Souvenirs auf: eine Uhr, Ringe, ein Theaterglas. Auf einer aufgeschlagenen Seite ihres Tagebuchs (17. April 1957) ist zu lesen, 18 Atomforscher, darunter auch ihr Mann Otto Hahn, seien gegen die Wasserstoffbombe. Sie notierte damals: ‚Bundesrepublik soll nicht mitmachen! Strauss und Adenauer bös.‘“

Am 14. August 1998 wurde auf Initiative von Dietrich Hahn und mit Unterstützung des Kulturreferats der Stadt Szczecin und des Deutschen Generalkonsulats in Stettin anlässlich des 30. Todestages von Edith Junghans eine Gedenkausstellung im Stettiner Schloss, dem städtischen Kulturzentrum, eröffnet. Nachdem darüber in den polnischen Medien berichtet wurde, vor allem auch im lokalen Fernsehen und in mehreren großen Zeitungen, wurde die Besucherzahl bis zum Ende des Monats, nach nur zwei Wochen, auf über 25.000 geschätzt. Eine erstaunliche Zahl, da Stettin keine Millionenstadt ist, sondern nur 420.000 Einwohner hat. Ein entscheidender Auslöser dürfte dabei die größte Stettiner Tageszeitung, der Kurier Szczecínski, gewesen sein, dessen Kulturredakteur Bogdan Twardochleb Ediths Biographie und ihrer Kunst eine ganze „Seite Drei“ widmete und seinen Bericht mit der lokalpatriotisch stolzen Überschrift versah: „Edith Junghans – szczecinianka !“ (deutsch: „Edith Junghans – eine Stettinerin!“).

## Würdigungen
- Edith Hahn gestorben. In: Frankfurter Allgemeine Zeitung. 15. August 1968.
- Herbert Uniewski: „Wenn Du stirbst will auch ich tot sein!“ – 17 Tage nach dem Tod des berühmtesten deutschen Nobelpreisträgers starb in Göttingen auch seine Frau. In: STERN. Nr. 36, 1968.
- Monika Scholl-Latour, Oskar Menke: „Einer langen Liebe Reise in die Nacht“. Nach 55 Jahren glücklicher Ehe verstarben Otto und Edith Hahn in Göttingen. In: Jasmin. Nr. 38, 1968.
- Karl Ude: Die Malerin, die mit einem Nobelpreisträger verheiratet war. In: Süddeutsche Zeitung. (Feuilleton), 1. Dezember 1987.
- Brigitte Keller: Edith Junghans – eine Gedenkausstellung. In: db-aktuell. Nr. 1, 1988.
- Deutsche Bank (Hrsg.): Katalog Edith Junghans (1887–1968). München 1987.
- Bogdan Twardochleb: Edith Junghans – szczecinianka. In: Kurier Szczecínski. 14. August 1998. Siehe auch: Gazeta Wyborcza (Kujon polski), 17. August 1998.